# إيمانويل كافي
إيمانويل كافي (بالفرنسية: Emmanuel Kavi)‏ (ولد في 3 مارس 1970، لومي توغو ) هو فنان ورسام أفريقي معاصر. ويشير إلى أن أسلوبه عبارة عن مزيج من الفن التصويري والتجريدي.

## روابط خارجية
- موقع شخصي لإيمانويل كافي
- مقابلة مع إيمانويل كافي على www.togocultures.com
- http://www.lunion.presse.fr/article/culture-et-loisirs/atelier-et-exposition-emmanuel-kavi-artiste-flouiste
- سيرة إيمانويل كافي على قصر قصر لوميير ، ربيع 2012